# Ølgod Kirke
Ølgod kirke er en sognekirke beliggende i den vestlige ende af Ølgod. Kirken nævnes første gang i kirkelisten i Ribe i 1300-tallet. Den var viet til Sankt Laurentius, som var de fattiges skytsengel. I 1445 nævnes en præst ved navn Laurids Hansen.[kilde mangler]
- Kirkens alter
- Kirkens krucifiks

## Eksterne kilder og henvisninger
- Wikimedia Commons har flere filer relateret til Ølgod Kirke
- Ølgød Kirke hos KortTilKirken.dk
- Ølgod Kirke i bogværket Danmarks Kirker (udg. af
- Video af kirken på Youtube